# Đặng Trần Côn
Dans ce nom, le nom de famille, Côn, précède le nom personnel.
Đặng Trần Côn (né Trần Côn, 鄧陳琨,1705-1745) est l'auteur de Chinh phụ ngâm l'une des plus grandes œuvres chữ Hán de la littérature vietnamienne.

## Biographie
Đặng Trần Côn né dans le village de Nhân Mục (ou Nhân Mọc),district de Thanh Trì, (à présent Nhân Chính, district de Thanh Xuân), Hanoi, aux alentours de 1705-1710. En tant qu'enfant adopté son surnom  Đặng vient de sa famille adoptive. Son nom de naissance lui est Trần Côn. Son œuvre Chinh phụ ngâm (Complainte de la femme du soldat) est écrite en chữ Hán et a été traduit plus tardivement en chữ Nôm par la poétesse Đoàn Thị Điểm et le poète Phan Huy Ích (1751–1822).
Suivant la tradition Đặng Trần Côn était un élève très assidu, qui privé de lumière pour ses études à la suite d'édits, a creusé une salle souterraine où il pourrait étudier à la lueur des bougies. Il a d'abord approché la poétesse Đoàn Thị Điểm qui a d'abord été repoussé par son travail. Mais plus tard, elle en a été impressionnée et a traduit sa Complainte de la femme du soldat.